# カラーインデックス

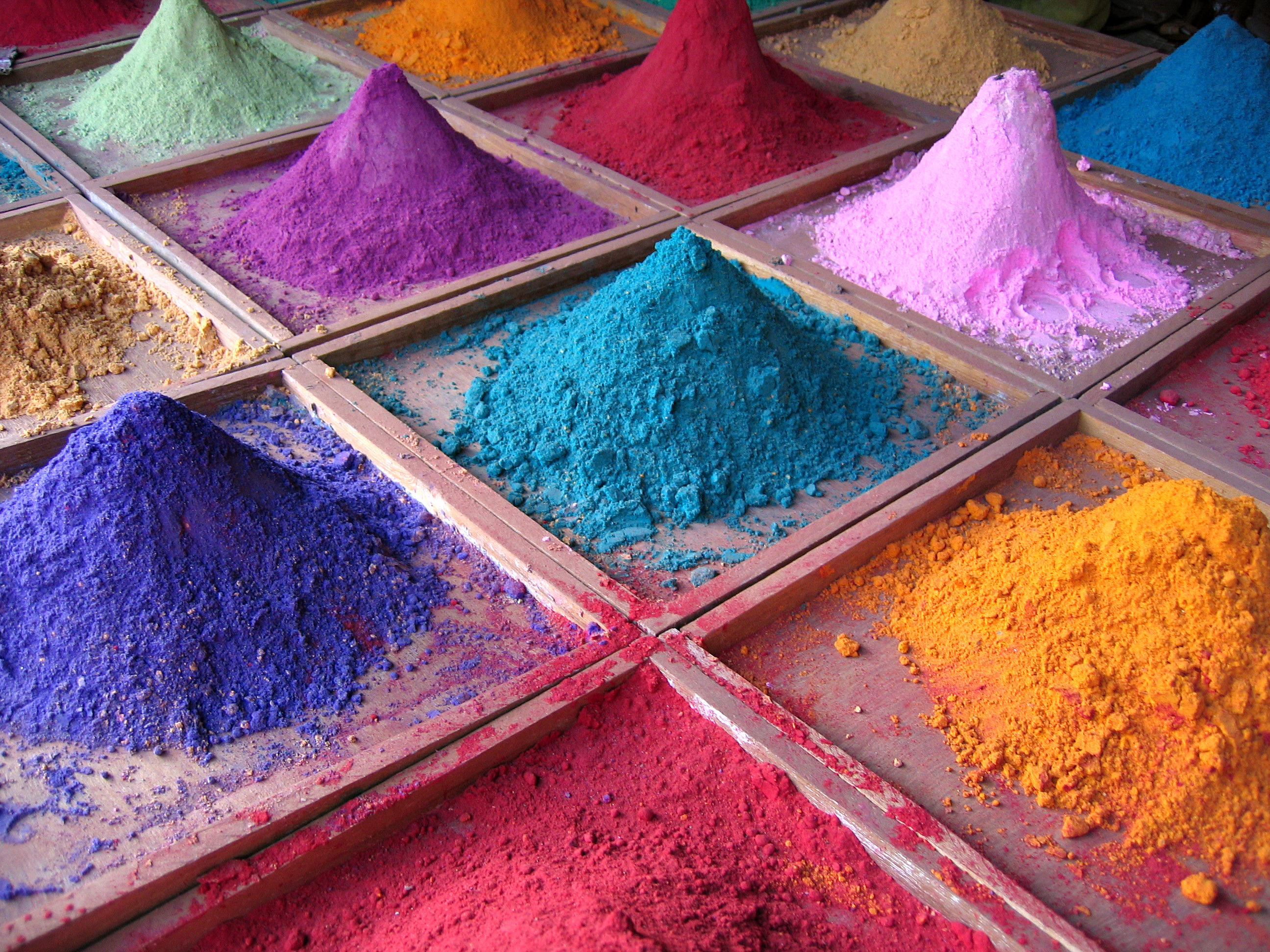
カラーインデックスには様々な染料・顔料が分類されている

カラーインデックス (Colour Index International, 略称 C.I. ) は、英国染料染色学会 (The Society of Dyers and Colourists, SDC) と米国繊維化学技術・染色技術協会 (The American Association of Textile Chemists and Colorists, AATTC) によって共同で存立されているデータベースである。
6000 種類以上の色素・着色材（顔料と染料）および関連化合物について、効用や色合いに基づくカラーインデックス名 (Colour Index Generic Names) と、化学構造に基づくカラーインデックス番号 (Colour Index Constitution Numbers) が与えられ、それらの商品名・化学的性質・製造法などが掲載されている。なお、色素メーカーなどの刊行物やウェブサイトを見ても分かるように、正式な英語表記が日本語圏でも多く用いられる。
ほぼ同一の物質であるが、対イオンや結晶構造などが異なるものが採録されている場合は、Colour Index Generic Name の後ろにコロンと数字をつけて区別する。例えば、Colour Index Generic Name、Pigment Blue 15（銅フタロシアニン）には、他に 15:1 から 15:6 までの6種類がある。

## 歴史
1924年に SDC より第 1 版が発行されたが、この版では化合物に対してカラーインデックス番号のみが与えられていた。1956年の第 2 版より AATCC が参加し、化合物にカラーインデックス名が付与されるようになった。1971年に第3版が発行され、2008年時点では第4版がオンライン利用可能となっている。

## カラーインデックス名
カラーインデックス名は Colour Index Generic Name の日本語の通称で、効用・色合い・番号で構成されている。例えば、「C.I. ピグメントホワイト1」のように、C.I. の後に効用と色合いを続け、末尾に番号が綴られる。
効用 (Application class) には、フード（食用色素）・ナチュラル（天然染料）など数種類がある。同じ化合物であっても、複数の効用がある場合は、複数のカラーインデックス名を持つ。例えば、インディゴは「C.I. バットブルー1」および「C.I. ピグメントブルー66」の 2 つに登録されている。
色合いは、イエロー・オレンジ・レッド・バイオレット・ブルー・グリーン・ブラウン・ブラック・ホワイト・メタルの計 10 種類に分類されている。ただしホワイトとメタルはピグメント（顔料）のみである。またこのうち、原色はイエロー・オレンジ・レッド・バイオレット・ブルー・グリーンの 6 つのみである。効用のうち、フルオレッセントブライトナー（蛍光増白剤）やデベロッパー（顕色剤）などには色合いは指定されていない。
カラーインデックス名の番号は登録された順序に従うため、基本的には小さい数字のものが古いことになる。「C.I. ピグメントホワイト1」は鉛白、「C.I. バットブルー1」はインディゴであり、伝統的なものに小さい数字が宛てがわれている。ただしこれは、形式的なものに過ぎず、実際には厳格に登録順に番号が宛てがわれる訳ではない。
| Application class                 | 和名（意味）                                                                                     | 物質例                                                               |
| --------------------------------- | ------------------------------------------------------------------------------------------------ | -------------------------------------------------------------------- |
| Acid                              | アシッド（酸性染料）                                                                             | C.I. アシッドレッド2 （メチルレッド）                                |
| Azoic Coupling Component (A.C.C.) | アゾイックカップリングコンポーネント（アゾ染料のうち、ジアゾカップリングの基質となる側の化合物） | C.I. アゾイックカップリングコンポーネント1 （2-ナフトール）          |
| Azoic Diazo Component (A.D.C)     | アゾイックジアゾコンポーネント（アゾ染料のうち、ジアゾニウムを有するまたは生成元となる化合物）   | C.I. アゾイックジアゾコンポーネント112 （ベンジジン）                |
| Basic                             | ベーシック（塩基性染料）                                                                         | C.I. ベーシックバイオレット14 （フクシン）                           |
| Developer                         | デベロッパー（顕色剤）                                                                           | C.I. デベロッパー5 （2-ナフトール）                                  |
| Direct                            | ダイレクト（直接染料）                                                                           | C.I. ダイレクトレッド28 （コンゴーレッド）                           |
| Disperse                          | ジスパース または ディスパース（分散染料）                                                       | C.I. ジスパースブルー1 （1,4,5,8- テトラアミノ-9,10-アントラキノン） |
| Fluorescent Brightener            | フルオレッセントブライトナー（蛍光増白剤）                                                       | C.I. フルオレッセントブライトナー41 （2-スチリルベンゾチアゾール）   |
| Food                              | フード（食用色素）                                                                               | C.I. フードオレンジ5 （β-カロテン）                                  |
| Ingrain                           | イングレイン（先染染料）                                                                         | C.I. イングレインイエロー1 （アルシアンイエロー）                    |
| Leather                           | レザー（皮革染料）                                                                               |                                                                      |
| Mordant                           | モルダント（媒染染料）                                                                           | C.I. モルダントレッド11 （アリザリン）                               |
| Natural                           | ナチュラル（天然染料）                                                                           | C.I. ナチュラルイエロー10 （ルチン）                                 |
| Oxidation Base                    | オキシデーションベース（酸化染料）                                                               | C.I. オキシデーションベース31 （レゾルシノール）                     |
| Pigment                           | ピグメント（顔料）                                                                               | C.I. ピグメントメタル2 （銅）                                        |
| Reactive                          | リアクティブ（反応染料）                                                                         | C.I. リアクティブレッド36 （ローズベンガルB）                        |
| Reducing agent                    | レジューシングエージェント（還元剤）                                                             | C.I. レジューシングエージェント6（サホリン）                         |
| Solvent                           | ソルベント（溶剤染料）                                                                           | C.I. ソルベントイエロー34 （オーラミン）                             |
| Sulphur                           | サルファー（硫化染料）                                                                           | C.I. サルファーブラック1                                             |
| Vat                               | バット（建染染料）                                                                               | C.I. バットブルー1 （インディゴ）                                    |

## カラーインデックス番号
カラーインデックス番号は Colour Index Constitution Number の日本語の通称で、化学構造によって区分されている。
| 番号        | 化学構造                                 |
| ----------- | ---------------------------------------- |
| 10000-10299 | ニトロソ                                 |
| 10300-10999 | ニトロ                                   |
| 11000-19999 | モノアゾ                                 |
| 20000-29999 | ジアゾ                                   |
| 30000-34999 | トリアゾ                                 |
| 35000-36999 | ポリアゾ                                 |
| 37000-37275 | アゾイック（ジアゾコンポーネント）       |
| 37500-37625 | アゾイック（カップリングコンポーネント） |
| 40000-40799 | スチルベン                               |
| 40800-40999 | カロテノイド                             |
| 41000-41999 | ジアリールメタン                         |
| 42000-44999 | トリアリールメタン                       |
| 45000-45999 | キサンテン                               |
| 46000-46999 | アクリジン                               |
| 47000-47999 | キノリン                                 |
| 48000-48999 | メチン                                   |
| 49000-49399 | チアゾール                               |
| 49400-49699 | インダミン                               |
| 49700-49999 | インドフェノール                         |
| 50000-50999 | アジン                                   |
| 51000-51999 | オキサジン                               |
| 52000-52999 | チアジン                                 |
| 53000-53999 | 硫化染料                                 |
| 54000-54999 | ラクトン                                 |
| 55000-55999 | ヒドロキシケトン                         |
| 56000-56999 | アミノケトン                             |
| 58000-72999 | アントラキノン                           |
| 73000-73999 | インジゴイド                             |
| 74000-74999 | フタロシアニン                           |
| 75000-75999 | 天然染料                                 |
| 76000-76999 | 酸化染料                                 |
| 77000-77999 | 無機顔料                                 |

## 採録されている物質の化学構造式のギャラリー

ニトロソ化合物 （ナフトールグリーンB、C.I. 10020）
ニトロ化合物 （ピクリン酸、C.I. 10305）
モノアゾ化合物 （アニリンイエロー、C.I. 11000）
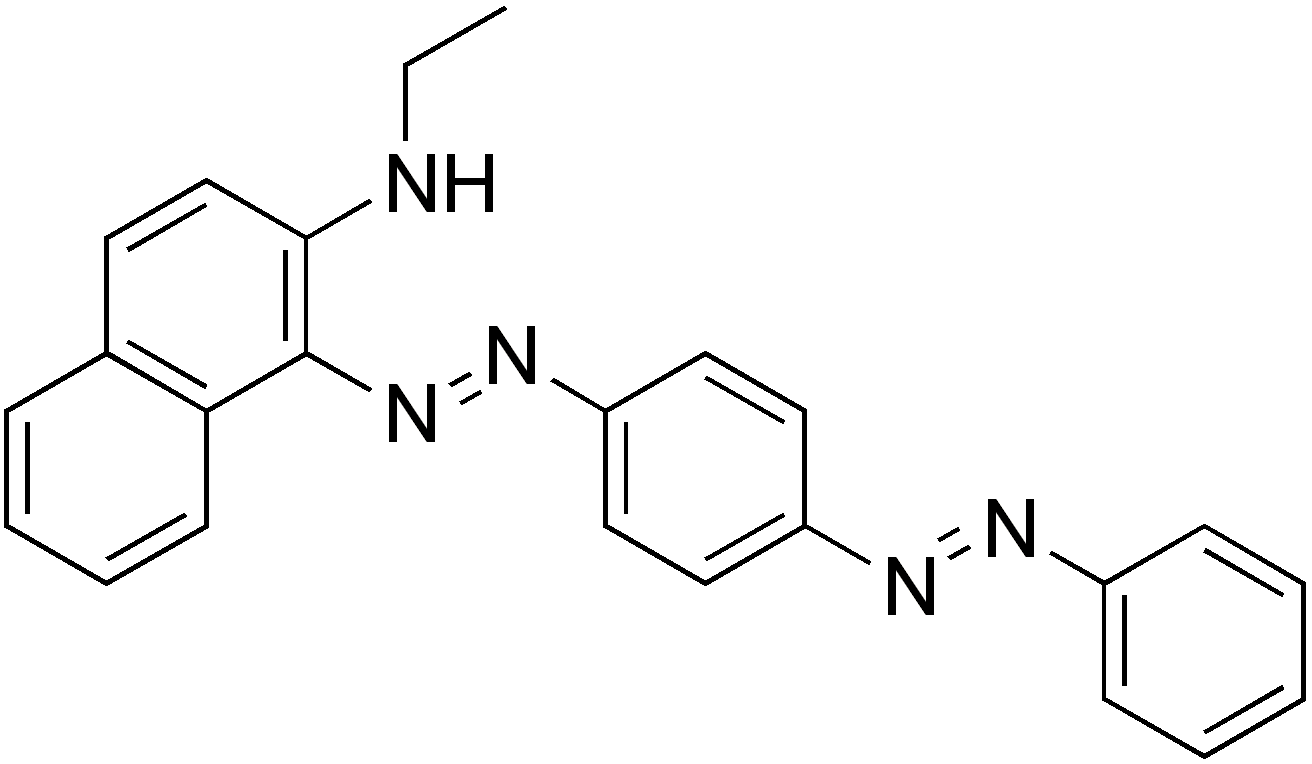
ジアゾ化合物 （スーダンレッド7B、C.I.  26050）
トリアゾ化合物 C.I. 30000-
ポリアゾ化合物 C.I. 35000-
アゾイックジアゾコンポーネント （2-クロロアニリン、C.I. 37000）
アゾイックカップリングコンポーネント （2-ナフトール、C.I. 37500）
スチルベン誘導体 C.I.40000-
カロテノイド （β-カロテン、C.I. 40800）
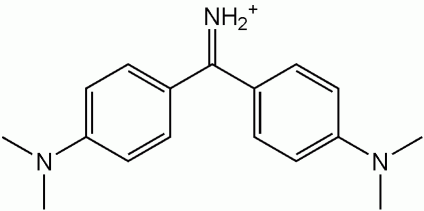
ジアリールメタン （オーラミンO、C.I. 41000）
トリアリールメタン （マラカイトグリーン、C.I. 42000）
キサンテン誘導体 （ローダミン6G、C.I. 45160）
アクリジン誘導体 （アクリジンオレンジ、C.I. 46005B）
キノリン誘導体 （キノリンイエローSS、C.I. 47000）
メチン誘導体 C.I. 48000-
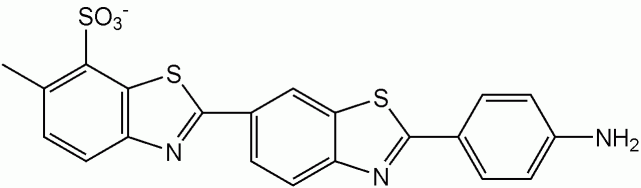
チアゾール誘導体 （プリムリン、C.I. 49000）
インダミン誘導体 （ビンドシェドラーグリーン、C.I. 49405）
インドフェノール誘導体 C.I. 49700-
アジン誘導体 （サフラニンO、C.I. 50240）
オキサジン誘導体 （ナイルブルー、C.I. 51180）
チアジン誘導体 （メチレンブルー、C.I. 52015）
硫化染料 C.I. 53000-
ラクトン誘導体 C.I. 54000-
ヒドロキシケトン誘導体 （エラグ酸、C.I. 55005）
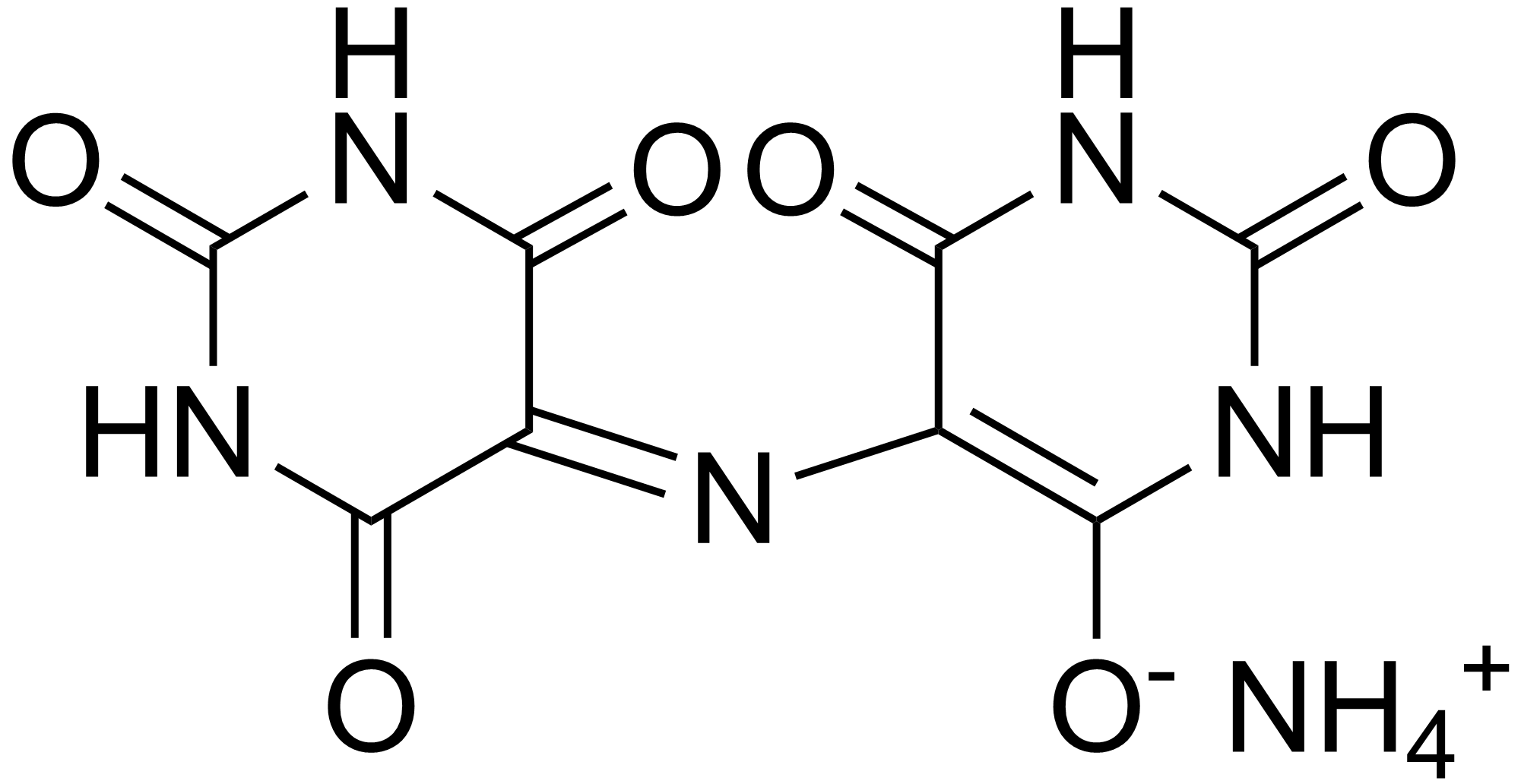
アミノケトン誘導体 （ムレキシド、C.I. 56085）
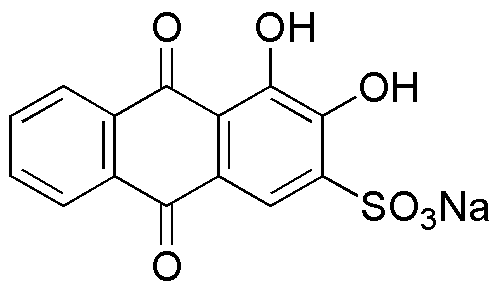
アントラキノン誘導体 （アリザリンレッドS、C.I. 58005）
インジゴイド （インディゴ、C.I. 73000）
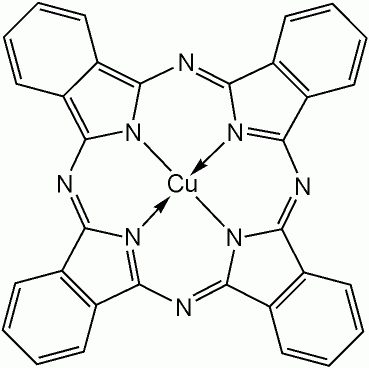
フタロシアニン誘導体 （銅フタロシアニン、C.I. 74160）
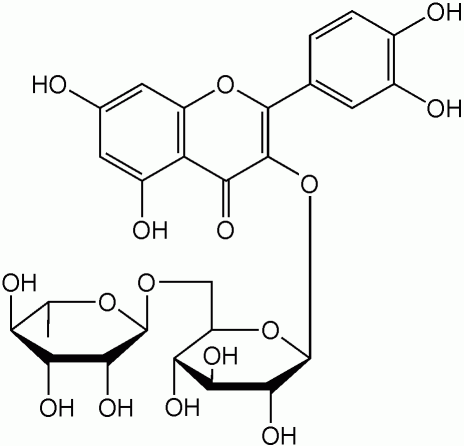
天然染料 （ルチン、C.I.75730）
酸化染料 （アニリン、C.I.76000）
無機顔料 C.I.77000-